# Johannes Walter Sluse
Johannes Walter Sluse (Visé, 14 gennaio 1628 – Roma, 16 luglio 1687) è stato un cardinale belga.

## Biografia
Nacque a Visé il 14 gennaio 1628.
Papa Innocenzo XI lo elevò al rango di cardinale nel concistoro del 2 settembre 1686.
Morì il 16 luglio 1687, all'età di 59 anni.